# Sankt Georgen bei Grieskirchen
Sankt Georgen bei Grieskirchen è un comune austriaco di 1 285 abitanti nel distretto di Grieskirchen, in Alta Austria.